# Noesis
En filosofía, noesis (del griego νόησις «intuición», «primera percepción») es un concepto del pensamiento griego que se refiere a la acción de pensar o actividad del pensamiento. Se trata de la intuición por la que se accede al conocimiento inmediato de un objeto.

## En Platón
Para Platón, la noesis es el grado más alto del conocimiento, pues es la única capacidad del alma que permite acceder a las Ideas.

## En Husserl
En la fenomenología de Edmund Husserl, la noesis se refiere a todo hecho o vivencia de la conciencia en sí mismo. Se contrapone al concepto de noema, que se aplica al contenido de ese hecho o vivencia.